# Schloss Bartin
Schloss Bartin (polnisch Pałac w Barcinie) ist ein Schloss im heute polnischen Barcino, Gmina Kępice (Gemeinde Hammermühle) im Powiat Słupski, Woiwodschaft Pommern. Historisch gehörte der Ort zum deutschen Landkreis Rummelsburg.
Der heute erhaltene Bau wurde im Auftrag von Kaspar Otto von Massow nach 1736 errichtet. Der Baumeister ist unbekannt, doch vermutlich gehen auf diesen auch die benachbarten Gutshäuser in Woblanse und Poberow (Poborowo) zurück, da diese ebenfalls dieselbe eigentümliche Pilastergliederung aufweisen. Auch verschiedene ältere Häuser in Stolp weisen ähnliche Merkmale auf.
Der Bau, zweistöckig und langgestreckt mit einem betonten Mittelteil, ist relativ groß für ein Gutshaus in dieser Region. Die Fassade ist schlicht gestaltet und nur durch nur gemalte Pilaster und plastische Kapitelle geschmückt.
Bartin gehörte zu den Hauptsitzen der von Massows. Der älteste überlieferte Lehensbrief an die von Massows stammt von 1478 und wurde für Henning von Massow ausgestellt. Zur Gutsherrenschaft gehörten u. a. die Orte Barwin (Barwino), Brünnow (Bronowo), Woblanse (Obłęże) und Wusseken (Osieki). Im Jahr 1678 ging das Gut für 9000 Gulden an Rüdiger von der Goltz. Das Gut wurde im 18. Jahrhundert von den von Massow zurückgekauft.
Schon im Jahr 1793 verkaufte Joachim Franz Gottlieb von Massow Bartin an Karl Georg von Hoym. Im Jahr 1801 erwarben jedoch für die von Massow für 60 000 Reichstaler Bartin zurück. Über die von Puttkamer ging das Gut zusammen mit Rosenhof und Vorwerk Augustthal (Jabłonna) Ende des 19. Jahrhunderts an Karl Wilhelm Becker.